# Riformatori Liberali
Riformatori Liberali of Riformatori Liberali — Radicali per le Libertà (Nederlands: Liberale Hervormers — Radicalen voor de Vrijheid), is een Italiaanse politieke partij. De partij werd in 2005 opgericht als afsplitsing van de Italiaanse Radicalen als protest dat die partij zich had aangesloten bij Rosa del Pugno, onderdeel van de centrumlinkse L'Unione. RL maakt deel uit van het Huis van de Vrijheden van Silvio Berlusconi.
Riformatori Liberali staat een ultra-kapitalistische en individualistische politiek voor. Daarnaast is de partij zeer pro-Amerikaans. Partijvoorzitter is Benedetto Della Vedova die ook lid is van de Transnationale Radicale Partij.

## Ideologie
De ideologie van Riformatori Liberali is het libertarisme en het economisch en politiek liberalisme (Liberismo, Liberalismo, Libertarismo). De partijslogan is: "Amerika, de markt en het individualisme," waarin het pro-Amerikaanse karakter van de partij sterk naar voren komt.

## Partijprominenten
- Benedetto Della Vedova (ex-Radicali Italiani) - voorzitter
- Carmelo Palma (ex-Radicali Italiani) - secretaris
- Marco Tradash (ex-Forza Italia) - woordvoerder
- Peppino Calderisi (ex-Forza Italia) - coördinator